# بوم‌شناسی گیاهی

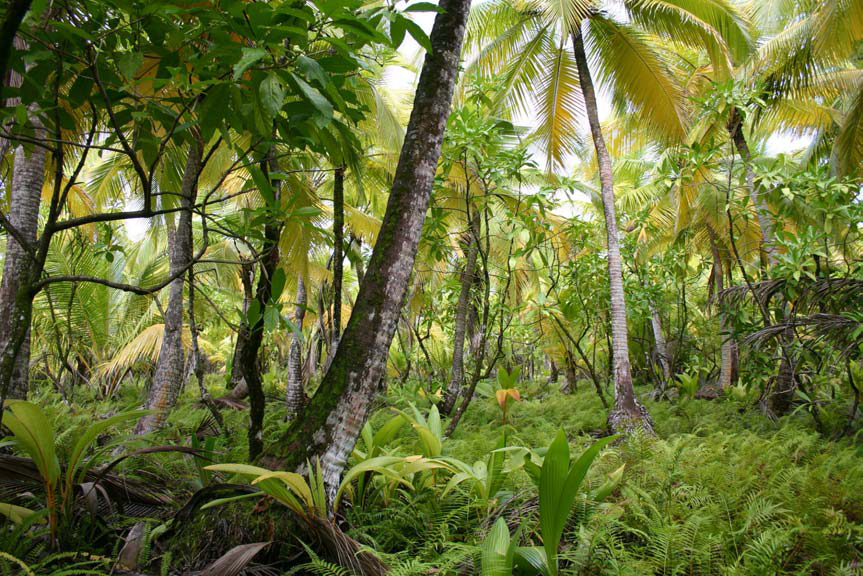
یک جامعه گیاهان گرمسیری در دیگو گارسیا

بوم‌شناسی گیاهی (به انگلیسی: Plant ecology)، زیرشاخه‌ای از اکولوژی است که به بررسی پراکنش و فراوانی گیاهان، تأثیر عوامل محیطی بر فراوانی گیاهان و برهم‌کنش‌های میان گیاهان و دیگر موجودات می‌پردازد. نمونه‌هایی از این موارد عبارتند از پراکندگی جنگل‌های برگ‌ریز معتدل در آمریکای شمالی، تأثیر خشک‌سالی یا سیل بر بقای گیاهان، و رقابت بین گیاهان بیابانی برای آب، یا تأثیر گله‌های جانوران چراکننده بر ترکیب علف‌زارها. بوم‌شناسی گیاهی را می‌توان بر اساس سطوح سازمانی از جمله فیزیولوژی محیطی گیاهی، بوم‌شناسی جمعیت  گیاهی، بوم‌شناسی جامعه، بوم‌شناسی اکوسیستم، بوم‌شناسی چشم‌انداز و بوم‌شناسی زیست‌کره تقسیم کرد.
تغییر فراوانی گونه‌های گیاهی ممکن است به دلیل هر دو عامل غیرزنده، به‌عنوان مثال تغییر آب و هوا، یا عوامل زیستی، به‌عنوان مثال گیاه‌خواری یا رقابت برون‌گونه باشد.